# Ortyxelos
Ortyxelos is een geslacht van vogels uit de familie vechtkwartels (Turnicidae). Het geslacht telt één soort.

## Soorten
- Ortyxelos meiffrenii – Leeuwerikkwartel